# Liparis angustilabris
Liparis angustilabris là một loài thực vật có hoa trong họ Lan. Loài này được (F.Muell.) Blaxell mô tả khoa học đầu tiên năm 1978.